# Daemyung Sangmu
Il Daemyung Sangmu (대명 상무 아이스하키단) è stata una squadra sudcoreana di hockey su ghiaccio che ha militato nella Asia League Ice Hockey dal 2013 al 2016.

## Storia
La squadra era espressione del gruppo sportivo dell'esercito sudcoreano: è stata fondata nel 2012 anche in vista delle successive olimpiadi invernali di Pyeongchang 2018, ed era composta dai giocatori che stessero svolgendo il servizio militare.
Dal 2013 ha partecipato al campionato sovranazionale Asia League Ice Hockey, ed era l'unica squadra che - per ovvi motivi - non poteva avere giocatori stranieri. Ha chiuso la sua prima stagione al secondo posto, raggiungendo pertanto i play-off dai quali fu però estromesso in semifinale ad opera dei Nippon Paper Cranes, che vinsero poi il titolo.
Nella seconda stagione chiuse al settimo posto, fallendo la qualificazione ai play-off, obiettivo poi fallito anche nel 2015-2016, quando chiuse all'ottavo e penultimo posto.
Fu sciolta al termine della stagione, ed il suo posto nel campionato fu preso dai Daemyung Killer Whales.

## Impianto di gioco
La squadra giocava i suoi incontri al Mokdong Ice Rink di Seul.